# Radium (Kansas)
Radium es una ciudad ubicada en el condado de Stafford en el estado estadounidense de Kansas. En el año 2010 tenía una población de 25 habitantes y una densidad poblacional de 250 personas por km².

## Geografía
Radium se encuentra ubicada en las coordenadas 38°10′25″N 98°53′39″O / 38.17361, -98.89417 (38.173698, -98.894222).

## Demografía
Según la Oficina del Censo en 2000 los ingresos medios por hogar en la localidad eran de $21,250 y los ingresos medios por familia eran $36,250. Los hombres tenían unos ingresos medios de $26,250 frente a los $21,250 para las mujeres. La renta per cápita para la localidad era de $16,608. Alrededor del 0% de la población estaban por debajo del umbral de pobreza.